# Větrný mlýn v Krňovicích
Větrný mlýn v Krňovicích je novostavba mlýna německého typu, která stojí v Podorlickém skanzenu Krňovice.

## Historie
Větrný mlýn byl postaven v letech 2020–2021 v Podorlickém skanzenu Krňovice jako replika zaniklého větrného mlýna v Libranticích.
Roku 2020 byla dokončena stavba mlýna a základ technologie a mlýn v květnu zpřístupněn veřejnosti. V roce 2021 byly práce dokončeny.

## Popis
Mlýn stojí na dvou dubových ložiscích. Celá stavba se otáčí pomocí berana proti větru. Je vysoká kolem 18 metrů a její vrtule mají v průměru 16 metrů.
Místnost v prvním podlaží zvaná „šalanda“ má rozměry zhruba 2 × 2 metry. V původním mlýně zde visely dvě ručnice a stárek tu měl stolek a malá kamna.
Pod střechou v podkroví se nachází mlecí zařízení, takzvané české složení. Jsou zde dva mlýnské kameny, které mají v průměru 130 centimetrů. Tyto francouzské kameny s křemelinou jsou poháněny palečním kolem s hřídelí. Hřídel prochází celým mlýnem a jsou na ní umístěny osmimetrové lopatky.